# ویمپل‌کام
ویمپل‌کام (به انگلیسی: VimpelCom) شرکت مخابرات هلندی است، که در زمینه ارائه خطوط تلفن ثابت، شبکه تلفن همراه، خدمات دسترسی به اینترنت، اینترنت وای-فای، ثبت دامین، سرویس‌های تلویزیون پولی و تلویزیون پروتکل اینترنت فعالیت می‌کند.
شرکت ویمپل‌کام در سال ۲۰۰۹ توسط دیمیتری زیمین و اوگی فابلا تأسیس شد و در حال حاضر دارای عملیات در کشورهای روسیه، ایتالیا، یونان، اوکراین، قزاقستان، ازبکستان، تاجیکستان، ارمنستان، گرجستان، قرقیزستان، کامبوج، لائوس، الجزایر، بنگلادش، پاکستان، بوروندی، زیمبابوه، جمهوری آفریقای مرکزی، کانادا می‌باشد.
دفتر مرکزی این شرکت در شهر آمستردام، هلند قرار دارد و بخشی از سهام آن در بازارهای بورس نیویورک و نزدک معامله می‌شود. ویمپل‌کام هم‌اکنون (۲۰۱۳) با در اختیار داشتن ۲۱۴ میلیون مشترک در ۱۸ کشور، هفتمین اپراتور شبکه تلفن همراه جهان به‌شمار می‌آید.